# Girls on Top
Girls on Top – piąty koreański album piosenkarki BoA. W Korei Południowej sprzedano 295 000 kopii. Album znalazł się na pierwszym miejscu w koreańskim rankingu dwustu najlepszych albumów.

## Lista utworów
| CD        | CD                               | CD                          | CD                          | CD                          |                             |
| Lp.       | Tytuł angielski                  | Tytuł koreański             | Tytuł koreański             |                             |                             |
| --------- | -------------------------------- | --------------------------- | --------------------------- | --------------------------- | --------------------------- |
| 01        | „MOTO”                           | –                           |                             |                             |                             |
| 02        | „Do You Love Me?”                | 둘이 함께                   |                             |                             |                             |
| 03        | „Girls on Top”                   | –                           |                             |                             |                             |
| 04        | „If You Were Here”               | 오늘 그댈 본다면            |                             |                             |                             |
| 05        | „Love Can Make a Miracle”        | –                           |                             |                             |                             |
| 06        | „Addiction”                      | 집착                        |                             |                             |                             |
| 07        | „Freak in Me”                    | –                           |                             |                             |                             |
| 08        | „Garden in the Air”              | 공중정원                    |                             |                             |                             |
| 09        | „I Spy”                          | –                           |                             |                             |                             |
| 10        | „Can't Let Go”                   | –                           |                             |                             |                             |
| 11        | „Heroine”                        | 시선                        |                             |                             |                             |
| 12        | „Breathe Again”                  | 숨...                       |                             |                             |                             |
| 13        | „Autumn Letter”                  | 가을편지                    |                             |                             |                             |
| Bonus     |                                  |                             |                             |                             |                             |
| 14        | „Girls on Top” (Chinese Version) | –                           |                             |                             |                             |
| 15        | „Girls on Top MV” (Playback)     | –                           |                             |                             |                             |
| VCD       |                                  |                             |                             |                             |                             |
| Teledyski |                                  |                             |                             |                             |                             |
| 01        | „Girls on Top MV”                | „Girls on Top MV”           | „Girls on Top MV”           | „Girls on Top MV”           | „Girls on Top MV”           |
| 02        | „MOTO MV”                        | „MOTO MV”                   | „MOTO MV”                   | „MOTO MV”                   | „MOTO MV”                   |
| 03        | „Making of Girls on Top MV”      | „Making of Girls on Top MV” | „Making of Girls on Top MV” | „Making of Girls on Top MV” | „Making of Girls on Top MV” |